# Krivi Vrh
Krivi Vrh je naselje v Občini Sveta Ana.